# Советский (Новопокровский район)
Советский — посёлок в Новопокровском районе Краснодарского края.
Входит в состав Кубанского сельского поселения.

## География

### Улицы
- ул. Береговая,
- ул. Мира,
- ул. Советская.

## Население
| 2002 | 2010 |
| ---- | ---- |
| 215  | ↘168 |